# Valkovce
Valkovce (in ungherese Vajkvágása) è un comune della Slovacchia facente parte del distretto di Svidník, nella regione di Prešov.